# Багманов, Гарай Мавлетбаевич
Гара́й Мавлетба́евич Багма́нов (7 ноября 1923, Масягутово, Q42309272?, Бугульминский кантон, Татарская АССР, РСФСР, СССР — 19 августа 1996, Азнакаево, Азнакаевский район, Татарстан, Россия) — бригадир вышкомонтажников треста «Татбурнефть» объединения «Татнефть».

## Биография
Родился 7 ноября 1923 года в деревне Масягутово Азнакаевского района Татарской АССР в крестьянской семье. Татарин. После окончания девятилетки в родной деревне уехал в Донбасс. Работал на шахте, одновременно продолжил учёбу в школе фабрично-заводского обучения.
В первые дни Великой Отечественной войны вернулся домой и уже отсюда вскоре ушел на фронт. Стал артиллеристом, воевал на одном из Украинских фронтов. Дослужился до звания офицера, участвовал в штурме Берлина.
После возвращения с фронта поступил работать в управление буровых работ в городе Октябрьский, работал плотником конторы бурения № 1 треста «Туймазанефть». Затем несколько лет работал в Сибири, плотником вышкомонтажного цеха треста «Минусинскнефтегазразведка», Хакасской конторы разведочного бурения, Минусинской конторы разведочного бурения.
С 1956 года работал в производственном объединении «Татнефть». В 1956—1959 годах — плотник-вышечник, бригадир плотников-вышечников, бригадир вышкомонтажников-плотников конторы треста «Альметьевбурнефть». С 1961 года работал бригадиром вышкомонтажников по монтажу буровых вышкомонтажной конторы треста «Татбурнефть».
Указом Президиума Верховного Совета СССР от 23 мая 1966 года за выдающиеся заслуги в выполнении заданий семилетнего плана по добыче нефти и достижение высоких технико-экономических показателей в работе Багманову Гараю Мавлетбаевичу присвоено звание Героя Социалистического Труда с вручением ордена Ленина и золотой медали «Серп и Молот».
В 1970—1979 годах работал вышкомонтажником-плотником вышкомонтажной конторы управления буровых работ «Азнакаевскбурнефть» того же производственного объединения.
Проработал в вышкостроении свыше тридцати лет, воспитав и подготовив за эти годы десятки молодых преемников. При норме 2,23 дня на возведение буровой вышки бригада Багманова сооружала её в среднем за 1,86 дня, экономя не только время, но и значительные материальные средства.
В 1980 году — директор базы отдыха «Ик», 1980—1988 — садовод-цветовод, директор пионерского лагеря «Орленок». Жил в городе Азнакаево.
Скончался 19 августа 1996 года.

## Награды
Награждён орденами Ленина, Трудового Красного Знамени, Отечественной войны 2-й степени, медалями; знаком «Отличник нефтяной промышленности СССР», «Герой Социалистического труда».